# Prinsen af Egypten
Prinsen af Egypten er en tegne/animationsfilm fra 1998, og blev den første traditionelle tegnefilm produceret og udsendt af DreamWorks. Filmen er instrueret af Brenda Chapman, Simon Wells og Steve Hickner, og har stemmer indtalt af en række store Hollywood-skuespillere, bl.a. Val Kilmer, Michelle Pfeiffer og Sandra Bullock.
I filmen følger man Moses, fra hans fødsel, gennem hans barndom, som prins af Egypten, og endelig til hans skæbne, som gives til ham af Gud: at lede de hebraiske slaver ud af Egypten, som man kender det fra Bibelens Anden Mosebog. I filmen indgår også Egyptens ti plager, som det er kendt fra den oprindelige tekst.
Filmen var oprindelig tænkt som et animeret remake af storfilmen De Ti Bud fra 1956, som bygger over samme bibelske fortælling, og af denne grund er der også visse visuelle ligheder mellem filmene, blandt andet det, at Moses er klædt i rødt og at Gud viser sig som en søjle af vulkansk ild, der også spærrer vejen for den egyptiske hær, da faraoen prøver at forhindre Moses og hans folk at krydse Det Røde Hav.
I 1999 var filmen Oscar-nomineret i kategorien Bedste Originale Musik, og sangen When You Believe vandt en Oscar for Bedste Originale Sang. When You Believe blev komponeret af Stephen Schwartz, og blev et stort hit for de amerikanske sangerinder Whitney Houston og Mariah Carey, der sang sangen i duet på filmens soundtrack. 
Prinsen af Egypten var den bedst indtjenende 2-D-tegnefilm, som ikke var produceret af Disney frem til 2007, hvor denne placering i stedet blev overtaget af The Simpsons Movie. 

## Stemmer
| Rolle                | Dansk stemme        | Engelsk stemme        | Noter                                                        |
| -------------------- | ------------------- | --------------------- | ------------------------------------------------------------ |
| Moses                | Jens Jørn Spottag   | Val Kilmer            | I den engelske version lægger Val Kilmer også stemme til Gud |
| Ramses II            | Christian Damsgaard | Ralph Fiennes         |                                                              |
| Sippora              | Annette Heick       | Michelle Pfeiffer     |                                                              |
| Miriam               | Tammi Øst           | Sandra Bullock        |                                                              |
| Unge Miriam          | Amalie Dollerup     | -                     |                                                              |
| Aron                 | Martin Brygmann     | Jeff Goldblum         |                                                              |
| Farao Seti           | Niels Weyde         | Patrick Stewart       |                                                              |
| Jetro                | Morten Staugaard    | Danny Glover          |                                                              |
| Dronning Tuya        | Solbjørg Højfeldt   | Helen Mirren          |                                                              |
| Hotep                | Per Pallesen        | Steve Martin          |                                                              |
| Huy                  | Søren Pilmark       | Martin Short          |                                                              |
| Jokebed              | Xenia Lach-Nielsen  | Ofra Haza             |                                                              |
| Moses (sang)         | Søren Launbjerg     | Amick Byram           |                                                              |
| Ramses (sang)        | Kristian Boland     | -                     |                                                              |
| Sippora (sang)       | Trine Pallesen      | -                     |                                                              |
| Jetro (sang)         | Per Høyer           | Brian Stokes Mitchell |                                                              |
| Dronning Tuya (sang) | Mona Larsen         | Linda Dee Shayne      |                                                              |

- I mindre roller: Diana G. Axelsen, Michael Boesen, Klaus Bondam, Vibeke Dueholm, John Hahn-Petersen, Ann Hjort, Peter Holst-Beck, Mathias Klenske, Johan Vinde Larsen, Mille Lehfeldt, Lars Lippert, Rosalinde Mynster, Maria Rangan Paulsen, Birgitte Raaberg, Annevig Schelde Ebbe, Lars Thiesgaard, Søren Ulrichs
- Kor: Vokalgruppen Ars Nova
- Oversættelse, dialog: Anne Vibeke Mortensen
- Oversættelse, sange: Fini Jaworski
- Instruktør, dialog: Lars Thiesgaard
- Instruktør, sang: Svenn Skipper

## Ekstern henvisning
- Prinsen af Egypten på Internet Movie Database (engelsk)
- Prinsen af Egypten på Filmdatabasen
- Prinsen af Egypten på danskefilm.dk
- Prinsen af Egypten på Scope
- Prinsen af Egypten i Svensk Filmdatabas (svensk)
- Prinsen af Egypten på AlloCiné (fransk)
- Prinsen af Egypten på MovieMeter (nederlandsk)
- Prinsen af Egypten på AllMovie (engelsk)
- Prinsen af Egypten hos American Film Institute (engelsk)
- Prinsen af Egypten hos Behind The Voice Actors (engelsk)